# Oedignatha dentifera
Espèce
Oedignatha dentifera est une espèce d'araignées aranéomorphes de la famille des Liocranidae.

## Distribution
Cette espèce est endémique d'Inde.

## Description
La carapace du mâle holotype mesure 1,54 mm de long sur 1,16 mm et l'abdomen 2,15 mm de long sur 1,16 mm.

## Publication originale
- Reimoser, 1934 : Araneae aus Süd-Indien. Revue suisse de Zoologie, vol. 41, p. 465-511 (texte intégral).